# Гуго IV (король Кипра)
Гуго IV (около 1293/1296 — 10 октября 1359, Никосия) — король Иерусалима и Кипра (фактически в это время Иерусалим находился во власти мусульман). Старший сын коннетабля Кипра Ги де Лузиньяна, сына короля Гуго III, и Эшивы д’Ибелин, госпожи Бейрута.

## Биография
Коннетабль Кипра с 1318 года, король Кипра с 31 марта 1324 года, коронован в соборе Св. Софии в Никосии 15 апреля 1324 года. Как король Иерусалима (1324—59) коронован в Соборе Св. Николая в Фамагусте 13 мая 1324 года.
В ноябре в 1358 года добровольно отрёкся от престола в пользу своего сына Пьера.

## Семья
Был женат дважды:
- С 1307 по 1310 на Марии д’Ибелин (1294—1318);
- С 18 июня 1318 на Алисе д’Ибелин (умерла после 6 августа 1386), дочери Ги д’Ибелина, лорда Никосии, и Изабеллы д’Ибелин, в этом браке он имел 8 детей:
  - Ги де Лузиньян (1315/16 — до 24 сентября 1343), коннетабль Кипра с 1336/8, номинальный князь Галилеи, женат на Марии де Бурбон. Умер раньше отца.
  - Эшива де Лузиньян (1322-24 — умерла от чумы 1363), замужем за инфантом Фернандо Майорка, графом д’Омела (III/IV.1317 — ок. 1343/47)
  - Пьер (Пётр) I (9 октября 1328 — 17 января 1369). Наследник отца, король Кипра и Иерусалима (10.10.1359-1369), король Армении (1368-69), номинальный граф Триполи до 1346, основатель рыцарского ордена Меча (1347),
  - Жан де Лузиньян (1329/30 — 1375), номинальный князь Антиохии, регент Кипра
  - Жак I (1334 — 9 сентября 1398), король Кипра (1369—1398), номинальный король Армении и Иерусалима (1382—1398),
  - Томас де Лузиньян, (умер 15 ноября 1340)
  - Перро де Лузиньян, (умер 29 июня 1353)
  - Маргарита де Лузиньян (ум. после 1373); в 1347/49 вышла замуж за Готье де Дампьер-сюр-Салон, сенешаля Кипра.